# فيليب شويثيلم
فيليب شويثيلم (بالألمانية: Philipp Schwethelm)‏ مواليد 1 مايو 1989، هو لاعب كرة سلة ألماني بدأ مسيرته الاحترافية في سنة 2005 يلعب مع فريق راتيوفارم أولم في الدوري الألماني لكرة السلة ويحمل الرقم 33. يبلغ طوله 6 قدم 7 بوصة (2.0 م).

## فرق لعب لها
- بايرن ميونخ لكرة السلة

## روابط خارجية
- فيليب شويثيلم على موقع الاتحاد الدولي لكرة السلة (الإنجليزية)
- فيليب شويثيلم على موقع كرة السلة الأوروبية.كوم (الإنجليزية)
- فيليب شويثيلم على موقع ريلجم (الإنجليزية)
- فيليب شويثيلم على موقع بروبوليرز (الإنجليزية)
- فيليب شويثيلم على موقع سبورتس رفرنس (الإنجليزية)